# Agyrta mathani
Agyrta mathani är en fjärilsart som beskrevs av Rothschild 1912. Agyrta mathani ingår i släktet Agyrta och familjen björnspinnare. Inga underarter finns listade i Catalogue of Life.